# Ayumi Morita
Ayumi Morita (森田 あゆみ?, Morita Ayumi; Ōta, 11 marzo 1990) è un'ex tennista giapponese.
Il 3 ottobre 2011 ha raggiunto il best ranking in singolare al numero 40, mentre in doppio è diventata la numero 68 nel febbraio del 2009.

## Carriera

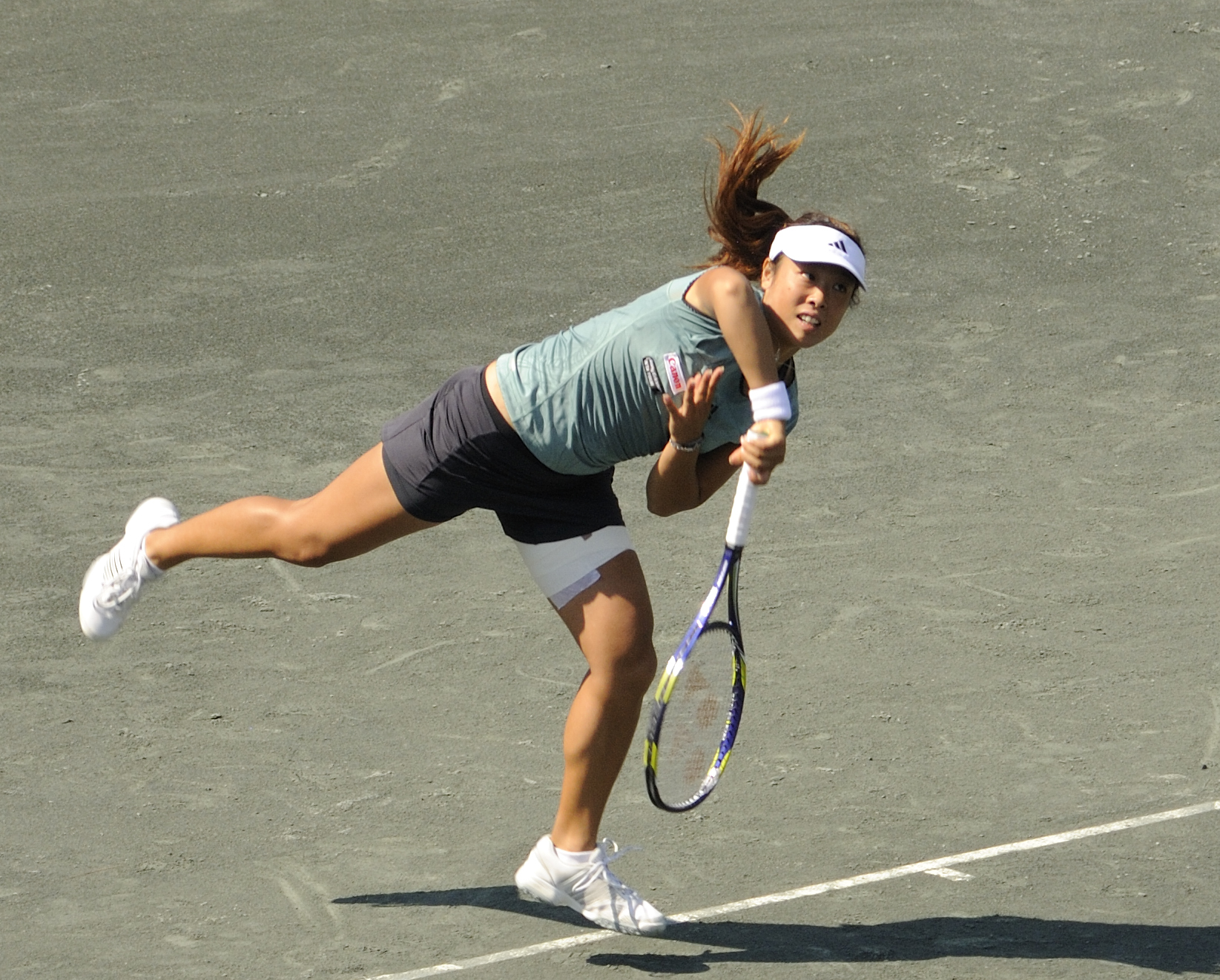
Il servizio di Ayumi Morita

Al 13 maggio 2013 è la prima tennista giapponese, piazzata al 45º posto nel ranking mondiale, nonché quarta tennista dell'intero continente asiatico.
All'epoca della sua carriera juniores raggiunse il 3º posto mondiale.
Fra i suoi successi più rilevanti si registra la vittoria contro l'allora nº 19 del mondo, l'ungherese Ágnes Szávay al Toray Pan Pacific Open il 16 settembre 2008, con il risultato di 6-7 (7-9), 7-5, 6-4. Sempre nel 2008 ha rappresentato il suo Paese alle Olimpiadi di Pechino, in singolare, dove è uscita al secondo turno.
Il 5 gennaio 2009 batté la quartofinalista di Wimbledon 2007, l'olandese Michaëlla Krajicek, nell'ultimo turno di qualificazione degli ASB Classic 2009, entrando così nel tabellone principale del torneo di Auckland. Al Dubai Tennis Championships 2009 batte al primo turno l'ex numero 5 del mondo Anna Čakvetadze. All'Internationaux de Strasbourg 2009 ha raggiunto la prima semifinale a livello WTA, dove si è dovuta ritirare per un infortunio contro la ceca Lucie Hradecká. Al Guangzhou International Women's Open 2009 arriva ancora in semifinale, ma questa volta si è arresa ad Alberta Brianti.
Nel 2010, ha raggiunto un'altra semifinale al Malaysia Open 2010, perdendo questa volta da Alisa Klejbanova. L'anno dopo ha raggiunto il terzo turno all'Australian Open 2011. Al Dubai Tennis Championships 2011 ha sconfitto al primo turno la numero 14 del mondo Petra Kvitová. Si è poi fermata al terzo turno contro la numero 1 Caroline Wozniacki. Al BMW Malaysian Open 2011 è uscita di scena nei quarti di finale. Al Brussels Open 2011 a batterla nei quarti è la vincitrice del Roland Garros 2010 Francesca Schiavone. Alla Bank of the West Classic 2011 ha estromesso al primo turno l'ex primatista Ana Ivanović, ed è poi stata eliminata ai quarti da Marion Bartoli. All'HP Open 2011 è stata sconfitta nei quarti di finale ancora dalla Bartoli.
Nel 2012 si ritira nei quarti al BMW Malaysian Open 2012 contro la serba Jelena Janković. All'Internationaux de Strasbourg 2012 batte Eraković e Virginie Razzano, perdendo poi da Sloane Stephens.
Nel 2013 raggiunge in'altra semifinale WTA al BMW Malaysian Open 2013, a Kuala Lumpur, dove viene battuta dalla ceca Karolína Plíšková. In precedenza aveva raggiunto il terzo turno agli Australian Open, eguagliando la sua migliore prestazione in uno Slam; già nel 2011 aveva infatti ottenuto la qualificazione al terzo turno, sempre a Melbourne. All'Apia International Sydney 2013 passa le qualificazioni e batte al primo turno Daniela Hantuchová, mentre al secondo turno cede a Na Li.

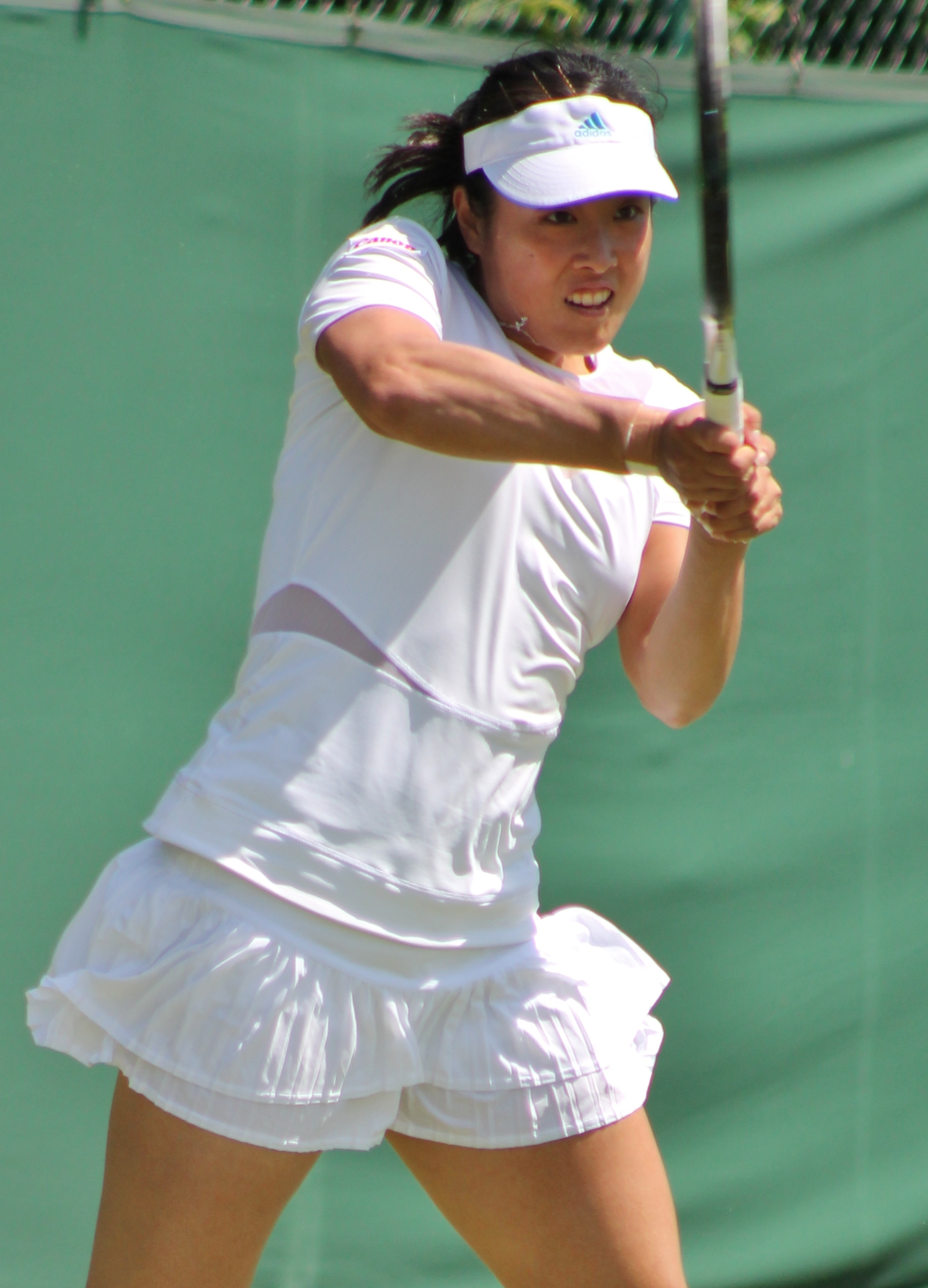
Ayumi a Wimbledon nel 2014

Al PTT Pattaya Open 2013 batte ancora la Ivanović al primo turno e la Date-Krumm al secondo, mentre nei quarti è sconfitta da Nina Bratčikova. Al Monterrey Open 2013 perde nei quarti contro Angelique Kerber. Raggiunge in terzo turno anche al Sony Ericsson Open 2013 dove viene estromessa da Serena Williams. Perde in seguito nei quarti all'Estoril Open 2013 (sconfitta da Kaia Kanepi) e al terzo turno agli Internazionali d'Italia 2013 (superata da Viktoryja Azaranka).
Il 3 novembre 2013 è arrivata in finale contro la cinese Shuai Zhang, al Nanjing Ladies Open. Dopo aver perso il primo set 6-4, si è ritirata per il suo ennesimo problema alla spalla destra.
Ha annunciato il ritiro nel 2023.

## Statistiche WTA

### Doppio

#### Sconfitte (2)
| Legenda: Prima del 2009 | Legenda: Dal 2009     |
| ----------------------- | --------------------- |
| Grande Slam (0)         |                       |
| Argenti Olimpici (0)    |                       |
| WTA Finals (0)          |                       |
| Tier I (0)              | Premier Mandatory (0) |
| Tier II (0)             | Premier 5 (0)         |
| Tier III (2)            | Premier (0)           |
| Tier IV (0)             | International (0)     |
| Tier V (0)              | International (0)     |

| N. | Data            | Torneo                                 | Superficie | Compagna       | Avversarie in finale         | Punteggio        |
| 1. | 14 ottobre 2007 | PTT Bangkok Open, Bangkok              | Cemento    | Junri Namigata | Sun Tiantian Yan Zi          | w/o              |
| 2. | 5 ottobre 2008  | Japan Open Tennis Championships, Tokyo | Cemento    | Aiko Nakamura  | Jill Craybas Marina Eraković | 6–4, 5–7, [6–10] |

## Circuito WTA 125

### Singolare

#### Sconfitte (1)
| N. | Data            | Torneo                        | Superficie | Avversaria in finale | Punteggio |
| 1. | 3 novembre 2013 | Nanjing Ladies Open, Nanchino | Cemento    | Zhang Shuai          | 4-6, rit. |

## Statistiche ITF

### Singolare

#### Vittorie (10)
| Torneo $100.000 (2) |
| Torneo $80.000 (0)  |
| Torneo $75.000 (1)  |
| Torneo $60.000 (0)  |
| Torneo $50.000 (3)  |
| Torneo $25.000 (2)  |
| Torneo $15.000 (2)  |
| Torneo $10.000 (0)  |

| N.  | Data              | Torneo                                                   | Superficie    | Avversaria        | Punteggio        |
| 1.  | 6 agosto 2006     | Obihiro-Tokachi Open, Tokachi                            | Sintetico     | Erika Takao       | 6–3, 4–6, 7–6(6) |
| 2.  | 30 settembre 2006 | Rakuten Japan Open Tennis Championships, Tokyo           | Cemento       | Chan Yung-jan     | 3–6, 6–3, 6–4    |
| 3.  | 22 luglio 2007    | Kurume Best Amenity International Women's Tennis, Kurume | Erba          | Erika Takao       | 6-1, 3-1 rit.    |
| 4.  | 2 novembre 2008   | Rakuten Japan Open Tennis Championships, Tokyo           | Cemento       | Jarmila Gajdošová | 6–2, 2–6, 6–3    |
| 5.  | 22 novembre 2008  | ITF Women's Circuit Kolkata, Calcutta                    | Cemento       | Elora Dabija      | 6-3, 6-1         |
| 6.  | 30 novembre 2008  | Dunlop World Challenge, Toyota                           | Sintetico (i) | Ksenija Lykina    | 6-1, 6-3         |
| 7.  | 10 ottobre 2010   | Rakuten Japan Open Tennis Championships, Tokyo           | Cemento       | Jill Craybas      | 6-3, 7-5         |
| 8.  | 31 ottobre 2011   | OEC Taipei Ladies Open, Taipei                           | Sintetico (i) | Kimiko Date-Krumm | 6-2, 6-2         |
| 9.  | 22 maggio 2022    | Magic Tours, Monastir                                    | Cemento       | Yao Xinxin        | 7-6(4), 7-5      |
| 10. | 29 maggio 2022    | Magic Tours, Monastir                                    | Cemento       | Milana Žabrailova | 7-5, 6-0         |

#### Sconfitte (9)
| Torneo $100.000 (2) |
| Torneo $80.000 (0)  |
| Torneo $75.000 (0)  |
| Torneo $60.000 (0)  |
| Torneo $50.000 (3)  |
| Torneo $25.000 (2)  |
| Torneo $15.000 (2)  |
| Torneo $10.000 (0)  |

| N. | Data             | Torneo                                              | Superficie    | Avversaria              | Punteggio        |
| 1. | 15 maggio 2005   | Fukuoka International Women's Cup, Fukuoka          | Erba          | Chan Yung-jan           | 3-6, 2-6         |
| 2. | 14 maggio 2006   | Fukuoka International Women's Cup, Fukuoka          | Erba          | Chan Yung-jan           | 3–6, 6–4, 1–6    |
| 3. | 6 maggio 2007    | Kangaroo Cup International Ladies Open Tennis, Gifu | Sintetico     | Chan Yung-jan           | 3-6, 1-6         |
| 4. | 9 giugno 2007    | The Surbiton Trophy, Surbiton                       | Erba          | Brenda Schultz-McCarthy | 6–4, 4–6, 6(5)-7 |
| 5. | 5 agosto 2007    | Obihiro-Tokachi Open, Obihiro                       | Sintetico     | Sophie Ferguson         | 4-6, 3-6         |
| 6. | 8 novembre 2009  | OEC Taipei Ladies Open, Taipei                      | Sintetico (i) | Chan Yung-jan           | 4-6, 6-2, 2-6    |
| 7. | 7 novembre 2010  | OEC Taipei Ladies Open, Taipei                      | Sintetico (i) | Peng Shuai              | 1-6, 4-6         |
| 8. | 28 novembre 2021 | Magic Hotel Tours, Monastir                         | Cemento       | Sonay Kartal            | 1-6, 2-6         |
| 9. | 27 febbraio 2022 | Magic Hotel Tours, Monastir                         | Cemento       | Haruna Arakawa          | w/o              |

### Doppio

#### Vittorie (3)
| Torneo $100.000 (1) |
| Torneo $80.000 (0)  |
| Torneo $75.000 (0)  |
| Torneo $60.000 (0)  |
| Torneo $50.000 (2)  |
| Torneo $25.000 (0)  |
| Torneo $15.000 (0)  |
| Torneo $10.000 (0)  |

| N. | Data            | Torneo                                              | Superficie | Compagna       | Avversarie in finale            | Punteggio     |
| 1. | 6 maggio 2007   | Kangaroo Cup International Ladies Open Tennis, Gifu | Sintetico  | Ai Sugiyama    | Kumiko Iijima Seiko Okamoto     | 6–1, 3–6, 6–0 |
| 2. | 13 maggio 2007  | Fukuoka International Women's Cup, Fukuoka          | Sintetico  | Akiko Yonemura | Rika Fujiwara Junri Namigata    | 6-2, 6-2      |
| 3. | 10 ottobre 2009 | Rakuten Japan Open, Tokyo                           | Cemento    | Chan Yung-jan  | Kimiko Date-Krumm Rika Fujiwara | 6-2, 6-4      |

#### Sconfitte (4)
| Torneo $100.000 (0) |
| Torneo $80.000 (0)  |
| Torneo $75.000 (0)  |
| Torneo $60.000 (0)  |
| Torneo $50.000 (0)  |
| Torneo $25.000 (4)  |
| Torneo $15.000 (0)  |
| Torneo $10.000 (0)  |

| N. | Data             | Torneo                                                        | Superficie  | Compagna         | Avversarie in finale           | Punteggio   |
| 1. | 19 luglio 2005   | Kurume Best Amenity International Women's Tennis, Kurume      | Sintetico   | Erika Sema       | Chan Chin-wei Hsieh Su-wei     | 4-6, 3-6    |
| 2. | 17 febbraio 2006 | Homebush Women's International at Sydney Olympic Park, Sydney | Cemento     | Junri Namigata   | Chan Yung-jan Chuang Chia-jung | 2–6, 1–6    |
| 3. | 16 febbraio 2007 | Melbourne Park Tennis International, Melbourne                | Terra rossa | Natsumi Hamamura | Hwang I-hsuan Lee Ye-ra        | 2–6, 1–6    |
| 4. | 5 agosto 2007    | Obihiro-Tokachi Open, Obihiro                                 | Sintetico   | Akiko Yonemura   | Kumiko Iijima Junri Namigata   | 6(3)-7, 0–6 |

## Risultati in progressione
| Sigla | Risultato               |
| ----- | ----------------------- |
| V     | Vincitore               |
| F     | Finalista               |
| SF    | Semifinalista           |
| O     | Oro olimpico            |
| A     | Argento olimpico        |
| SF    | Bronzo olimpico         |
| QF    | Quarti di Finale        |
| 4T    | Quarto turno            |
| 3T    | Terzo turno             |
| 2T    | Secondo turno           |
| 1T    | Primo turno             |
| RR    | Round Robin             |
| LQ    | Turno di qualificazione |
| A     | Assente                 |
| ND    | Non disputato           |

| Legenda superfici    |
| -------------------- |
| Cemento              |
| Terra battuta        |
| Erba                 |
| Superficie variabile |

### Singolare nei tornei del Grande Slam
| Torneo          | 2007 | 2008 | 2009 | 2010 | 2011 | 2012 | 2013 | 2014 |
| --------------- | ---- | ---- | ---- | ---- | ---- | ---- | ---- | ---- |
| Australian Open | A    | A    | 1T   | 1T   | 3T   | 1T   | 3T   | 2T   |
| Open di Francia | A    | 1T   | 1T   | 1T   | 2T   | 2T   | 1T   | A    |
| Wimbledon       | 1T   | A    | 1T   | 2T   | 1T   | 2T   | 1T   | A    |
| US Open         | A    | A    | 1T   | 1T   | 1T   | 2T   | A    | A    |

### Doppio nei tornei del Grande Slam
| Torneo          | 2007 | 2008 | 2009 | 2010 | 2011 | 2012 | 2013 | 2014 |
| --------------- | ---- | ---- | ---- | ---- | ---- | ---- | ---- | ---- |
| Australian Open | A    | A    | 2T   | A    | 2T   | 3T   | 1T   | A    |
| Open di Francia | A    | A    | 1T   | A    | 1T   | 1T   | 2T   | A    |
| Wimbledon       | A    | 1T   | 1T   | 2T   | 3T   | 1T   | 1T   | A    |
| US Open         | A    | A    | 1T   | 2T   | 2T   | A    | A    | A    |

### Doppio misto nei tornei del Grande Slam
Nessuna partecipazione